# 200 Public Square
Le 200 Public Square appelée aussi BP Tower est un gratte-ciel de 201 mètres de hauteur (hauteur du toit) construit à Cleveland dans l'Ohio aux États-Unis en 1985. L'immeuble était auparavant appelé BP America.
La surface de plancher de l'immeuble est de 115 385 m2 desservis par 36 ascenseurs.
Les autorités ont interdit au promoteur de construire plus haut que la Terminal Tower à Cleveland. Le design massif de l'immeuble correspond à la volonté de maximiser la surface de plancher du bâtiment, tout en restant dans la limite de hauteur.
En 2023 c'était le troisième plus haut gratte-ciel de Cleveland.
Les architectes sont l'agence Hellmuth, Obata & Kassabaum et l'agence Walker Parking Consultants